# Botrytis
Genre
Botrytis est un genre de champignons ascomycètes de la famille des Sclerotiniaceae. Il est très proche du genre Sclerotinia. Certaines espèces ont une phase sexuée (téléomorphe) très discrète ou inexistante. Ce sont des parasites nécrotrophes de plantes. On y rencontre en particulier le très cosmopolite Botrytis cinerea agent de la pourriture grise.

## Étymologie
Le terme Botrytis fut forgé à partir du grec botrus ßοτρυς « grappe de raisin ». Il fait référence à la forme des conidiophores.

## Systématique et classification
Les Botrytis furent originellement décrits au sein des deutéromycètes, c’est-à-dire au sein des champignons imparfaits. Dans les classifications basées sur la forme et la disposition des conidiophores, ils appartenaient à la famille des Dematiaceae. Dans les classifications basées sur la genèses des conidies, ils étaient rattachés aux Botryoblastosporés.
Dans les classifications modernes, les deutéromycètes apparaissent comme un regroupement artificiel, et les genres mêmes ceux pour lesquels on ne connaît pas de formes sexuées (téléomorphes) peuvent être rattachés grâce à la biologie moléculaire à des familles de champignon parfaits, ici les ascomycètes. Lorsqu’une forme sexuée existe chez les Botrytis, elle appartient au genre Botryotinia. Depuis qu’en 2013 les règles de nomenclature n’imposent plus la prédominance de téléomorphe sur l’anamorphe, il n’apparaît pas encore clairement quel nom (Botrytis ou Botryotinia) sera retenu par les mycologues.

## Liste des espèces
Selon Catalogue of Life (27 juillet 2017) :
- Botrytis aclada Fresen., 1850
- Botrytis allii Munn, 1917
- Botrytis allii-fistulosi Sawada, 1959
- Botrytis ampelophila Speg., 1911
- Botrytis anacardii Viégas, 1946
- Botrytis anthophila Bondartsev, 1913
- Botrytis arachidis (Hanzawa) Seifert & L.M. Kohn, 2014
- Botrytis argillacea Cooke, 1875
- Botrytis arisaemae Whetzel, 1945
- Botrytis artocarpi Viégas, 1946
- Botrytis bifurcata J.H. Mill., Giddens & A.A. Foster, 1958
- Botrytis bryi Gonz. Frag., 1927
- Botrytis capsularum Bres. & Vestergr., 1907
- Botrytis carnea Schumach. ex Sacc., 1881
- Botrytis caroliniana Xing P. Li & Schnabel, 2012
- Botrytis carthami Bai Q. Lin & Y. San Wu, 1993
- Botrytis cercosporaecola Hara, 1930
- Botrytis cercosporicola Hara, 1929
- Botrytis cinerea Pers., 1794
- Botrytis citricola Brizi, 1903
- Botrytis citrina Berk., 1838
- Botrytis convallariae (Kleb.) Ondrej ex Boerema & Hamers, 1988
- Botrytis croci Cooke & Massee, 1887
- Botrytis cryptomeriae Kitaj., 1951
- Botrytis densa Ditmar, 1817
- Botrytis deweyae J.A.L. van Kan, R.B. Terhem & R.T. Grant-Downton, 2014
- Botrytis diospyri Brizi, 1901
- Botrytis elliptica (Berk.) Cooke, 1901
- Botrytis fabae Sardiña, 1929
- Botrytis fabiopsis J. Zhang, M.D. Wu & G.Q. Li, 2010
- Botrytis fritillariae-pallidiflorae (Q.T. Chen & J.L. Li) Seifert & L.M. Kohn, 2014
- Botrytis galanthina (Berk. & Broome) Sacc., 1886
- Botrytis gladioli Kleb., 1930
- Botrytis gossypina Bres., 1920
- Botrytis hormini Farneti, 1902
- Botrytis hyacinthi Westend. & J.F.H. Beyma, 1928
- Botrytis isabellina Preuss, 1852
- Botrytis latebricola Jaap, 1908
- Botrytis liliorum Fujik., 1914
- Botrytis limacidae Lloyd, 1936
- Botrytis luteobrunnea Krzemien. & Badura, 1954
- Botrytis lutescens Sacc. & Roum., 1882
- Botrytis mali Heald, 1930
- Botrytis monilioides Penz. & Sacc., 1902
- Botrytis necans Massee, 1914
- Botrytis paeoniae Oudem., 1897
- Botrytis peronosporoides Sacc., 1913
- Botrytis pistiae Bacc., 1908
- Botrytis platensis Speg., 1910
- Botrytis pruinosa Höhn., 1902
- Botrytis pseudocinerea A.-S. Walker, A. Gautier, Confais, Martinho, Viaud, Le Pêcheur, J. Dupont & E. Fourn., 2011
- Botrytis pyramidalis (Bonord.) Sacc., 1886
- Botrytis rivoltae Sacc., 1913
- Botrytis rosea Link, 1816
- Botrytis rubescens Manka & Gierczak, 1963
- Botrytis rudiculoides Krzemien. & Badura, 1954
- Botrytis sekimotoi Hara, 1954
- Botrytis septospora El-Helaly, Elarosi, Assawah & Kilani, 1962
- Botrytis setuligera Pidopl., 1948
- Botrytis sinoallii J. Zhang, G.Q. Li & W.Y. Zhuang, 2010
- Botrytis sinoviticola J. Zhang, Y.J. Zhou & G.Q. Li, 2014
- Botrytis sonchina Xue Y. Wang, L.X. Zhang & Z.Y. Zhang, 1995
- Botrytis splendida (Schwein.) Sacc., 1886
- Botrytis taxi D.P. Zhou, Ping & Ying Wang bis, 2006
- Botrytis terrestris C.N. Jensen, 1912
- Botrytis tracheiphila Sacc. & D. Sacc., 1906
- Botrytis trifolii J.F.H. Beyma, 1927
- Botrytis tulipae (Lib.) Lind, 1913
- Botrytis viciae-hirsutae Xue Y. Wang, L.X. Zhang & Z.Y. Zhang, 1995
- Botrytis yuae Munt.-Cvetk., 1954